# Cryptotettix spinilobus
Cryptotettix spinilobus is een rechtvleugelig insect uit de familie doornsprinkhanen (Tetrigidae). De wetenschappelijke naam van deze soort is voor het eerst geldig gepubliceerd in 1900 door Hancock.
1. ↑  (en) Cryptotettix spinilobus op de IUCN Red List of Threatened Species.